# Elena Vasile
Elena Vasile (Bucarest, 1º dicembre 1967) è un'ex cestista rumena.

## Carriera
Con la Romania ha disputato i Campionati europei del 1987.